# Silvio Rudman
Silvio Gabriel Rudman (ur. 3 maja 1969 w Buenos Aires) – argentyński piłkarz z obywatelstwem meksykańskim występujący na pozycji napastnika lub ofensywnego pomocnika, trener piłkarski.